# Wang Chunlu
Wang Chunlu 王春露 (Changchun, 27 settembre 1978) è un'ex pattinatrice di short track cinese.

## Carriera
Vincitrice di tre medaglie olimpiche nello short track ai Giochi olimpici, vanta anche 14 titoli mondiali.

## Palmarès

### Olimpiadi
- 3 medaglie:
  - 2 argenti (3000 m staffetta a Nagano 1998; 3000 m staffetta a Salt Lake City 2002)
  - 1 bronzo (500 m staffetta a Salt Lake City 2002)

### Mondiali
- medaglie:
  - 10 ori (500 m, 1000 m e 3000 m staffetta a Gjøvik 1995; 500 m e 3000 m staffetta a Vienna 1998; 3000 m staffetta a Sofia 1999; 3000 m staffetta a Sheffield 2000; 500 m e 3000 m staffetta a Jeonju 2001; 3000 m staffetta a Varsavia 2003)
  - 8 argenti (generale a Gjøvik 1995; 3000 m staffetta a L'Aia;1996; generale e 1500 m a Vienna 1998; generale, 1000 m e 3000 m a Jeonju 2001; 3000 m staffetta a Montréal 2002)
  - 1 bronzo (1500 m a Gjøvik 1995)

### Mondiali a squadre
- 5 medaglie:
  - 4 ori (Bormio 1998, Saint Louis 1999, L'Aia 2000, 	Minamimaki 2001)
  - 3 argenti (Zoetermeer 1995, Milwaukee 2002, Sofia 2003)